# Exonuclează

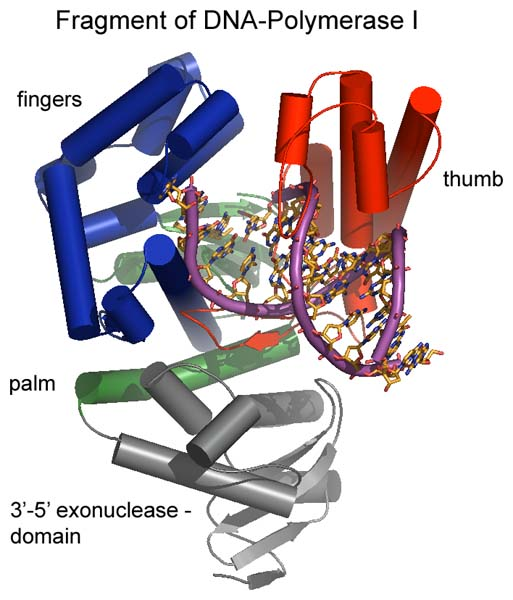
Structura exonucleazei 3′ -> 5′ asociate cu Pol I

Exonucleazele sunt o familie de enzime din clasa hidrolazelor care catalizează procesul de clivare al nucleotidelor la capătul exo al lanțului polinucleotidic. Are loc o reacție de hidroliză care rupe legăturile fosfodiesterice în pozițiile 3′ sau 5′. Eucariotele și procariotele prezintă trei tipuri de exonucleaze: 5′ spre 3′ exonucleaza (Xrn1), 3′ spre 5′ exonucleaza și poli(A)-specific 3′ spre 5′ exonucleaza.